# Olenecamptus nigromaculatus
Olenecamptus nigromaculatus es una especie de escarabajo longicornio del género Olenecamptus, categorizada en la tribu Dorcaschematini, de la subfamilia Lamiinae. Fue descrita por Pic en 1915.

## Descripción
Mide 16-17 mm de longitud.

## Distribución
Se distribuye por China, especialmente en el Tíbet.